# Списак добитника Нобелове награде из Италије
Нобелова награда је престижна међународна награда која се сваке године додељује за изузетна научна истраживања, револуционарне изуме или значајан допринос култури и развоју друштва у областима хемије, физике, физиологије и медицине, економије, књижевности и мира. Сваки добитник Нобелове награде добија златну медаљу, диплому и новчани износ који се сваке године одређује од стране фондације Алфреда Нобела.
Нобелове награде додељују четири институције: Шведска краљевска академија наука (хемија, физика и економија), Шведска академија (књижевност), Нобелова скупштина Краљевског института (физиологија и медицина) и Норвешки Нобелов комитет (награда за мир). Сваке године одговарајући Нобелови комитети шаљу појединачне позиве хиљадама научника, академика и универзитетских професора из различитих земаља са молбом да предложе кандидате за Нобелове награде за наредну годину. Кандидати се бирају тако да међу номинованима буду заступљени представници што већег броја земаља и универзитета. Нобелове награде, осим награде за мир, уручују се у Стокхолму на годишњој церемонији доделе која се одржава на годишњицу Нобелове смрти, 10. децембра. Церемонија доделе награда у Шведској одржава се у Концертној дворани у Стокхолму, а одмах након ње у Стокхолмској градској кући приређује се Нобелов банкет. Раније је церемонија доделе Нобелове награде за мир одржавана у Норвешком Нобеловом институту (1905—1946) и у свечаној сали Универзитета у Ослу (1947—1989), а од 1990. године до данас одржава се у градској већници у Ослу. Кулминација церемоније доделе Нобелове награде у Стокхолму је тренутак када сваки лауреат излази напред и добија награду из руку краља Шведске. У Ослу председник Норвешког Нобеловог комитета уручује Нобелову награду за мир у присуству краља Норвешке и норвешке краљевске породице.
Награда је први пут додељена 1901. године, и до 2024. године Нобелову награду добило је 21 држављана Италије: шесторо из области физиологије или медицине, физике и књижевности, и по један из области хемије, мира и економије. Списак лауреата из Италије састављен је на основу званичних докумената Нобеловог комитета и сматра се националним у многим италијанским изворима. На листи се налазе лауреати који су у време доделе награде имали држављанство Краљевине Италије (пре 1946. године) и држављанство Италијанске Републике. Први од њих био је Камило Голђи, који је добио награду за физиологију или медицину 1906. године, а последњи је био Ђорђо Паризи, један од лауреата за физику 2021. године. Само две жене из Италије су добиле ову награду: Марија Грација Козима Деледа 1926. и Рита Леви-Монталчини 1986. године.

## Лауреати
| Бр. | Година | Фотографија                  | Лауреат                                  | Област                 | Образложење | Напомена                                                              | Реф. |
| --- | ------ | ---------------------------- | ---------------------------------------- | ---------------------- | --- | --------------------------------------------------------------------- | ---- |
| 1   | 1906.  | Камило Голђи                 | Камило Голђи (1843—1926)                 | физиологија и медицина | као признање за њихов рад на структури нервног система | награда је примљена заједно са Сантијагом Рамонм и Кахалом            |      |
| 2   | 1906.  | Ђозуе Кардучи                | Ђозуе Кардучи (1835—1907)                | књижевност             | не само због његовог дубоког учења и критичког истраживања, већ пре свега као почаст креативној енергији, свежини стила и лирској снази која карактерише његова песничка ремек-дела | —                                                                     |      |
| 3   | 1907.  | Ернесто Теодоро Монета       | Ернесто Теодоро Монета (1833—1918)       | мир                    | за његов рад у штампи и на мировним састанцима, јавним и приватним, за разумевање између Француске и Италије                                                                        | премија подељена са Луи Рено                                          |      |
| 4   | 1909.  | Гуљелмо Маркони              | Гуљелмо Маркони (1874—1937)              | физика                 | у знак признања за њихов допринос развоју бежичне телеграфије | награда је примљена заједно са Карлом Фердинандом Брауном             |      |
| 5   | 1926.  | Марија Грација Козима Деледа | Марија Грација Козима Деледа (1871—1936) | књижевност             | за њене идеалистички инспирисане списе који са пластичном јасноћом приказују живот на њеном родном острву и са дубином и саосећањем се баве људским проблемима уопште               | —                                                                     |      |
| 6   | 1934.  | Луиђи Пирандело              | Луиђи Пирандело (1867—1936)              | књижевност             | за његово смело и домишљато оживљавање драмске и сценске уметности | —                                                                     |      |
| 7   | 1938.  | Енрико Ферми                 | Енрико Ферми (1901—1954)                 | физика                 | за његове демонстрације постојања нових радиоактивних елемената произведених неутронским зрачењем и за његово сродно откриће нуклеарних реакција изазваних спорим неутронима        | —                                                                     |      |
| 8   | 1957.  | Данијел Бовет                | Данијел Бовет (1907—1992)                | физиологија и медицина | за његова открића у вези са синтетичким једињењима која инхибирају дејство одређених телесних супстанци, а посебно њихово дејство на васкуларни систем и скелетне мишиће            | [ а ]                                                                 |      |
| 9   | 1959.  | Емилио Ђино Сегре            | Емилио Ђино Сегре (1905—1989)            | физика                 | за њихово откриће антипротона | награда је примљена заједно са Овеном Чејмберленом                    |      |
| 10  | 1959.  | Салваторе Квазимодо          | Салваторе Квазимодо (1901—1968)          | књижевност             | за његову лирску поезију, која класичном ватром изражава трагично искуство живота у нашем времену                                                                                   | —                                                                     |      |
| 11  | 1963.  | Ђулио Ната                   | Ђулио Ната (1903—1979)                   | хемија                 | за њихова открића у области хемије и технологије високих полимера | награда је примљена заједно са Карлом Зиглером                        |      |
| 12  | 1969.  | Салвадор Едвард Лурија       | Салвадор Едвард Лурија (1912—1991)       | физиологија и медицина | за њихова открића у вези са механизмом репликације и генетском структуром вируса | награда је примљена заједно са Максом Делбриком и Алфредом Хершиом    |      |
| 13  | 1975.  | Ренато Дулбеко               | Ренато Дулбеко (1914—2012)               | физиологија и медицина | за њихова открића у вези са интеракцијом између туморских вируса и генетског материјала ћелије                                                                                      | награда је примљена заједно са Дејвидом Балтимором и Хауардом Темином |      |
| 14  | 1975.  | Еуђенио Монтале              | Еуђенио Монтале (1896—1981)              | књижевност             | за његову препознатљиву поезију која је, са великом уметничком осетљивошћу, тумачила људске вредности под знаком погледа на живот без илузија                                       | —                                                                     |      |
| 15  | 1984.  | Карло Рубија                 | Карло Рубија (1934—)                     | физика                 | за њихов одлучујући допринос великом пројекту, који је довео до открића честица поља W и Z, комуникатора слабе интеракције                                                          | награда је примљена заједно са Симоном ван дер Мером                  |      |
| 16  | 1985.  | Франко Модиљани              | Франко Модиљани (1918—2003)              | економија              | за његове пионирске анализе штедње и финансијских тржишта | [ д ]                                                                 |      |
| 17  | 1986.  | Рита Леви-Монталчини         | Рита Леви-Монталчини (1909—2012)         | физиологија и медицина | за њихова открића фактора раста | награда је примљена заједно са Стенлиом Коеном                        |      |
| 18  | 1997.  | Дарио Фо                     | Дарио Фо (1926—2016)                     | књижевност             | који опонаша шаљивџије из средњег века у бичевању ауторитета и подржавању достојанства потлачених                                                                                   | —                                                                     |      |
| 19  | 2002.  | Рикардо Ђакони               | Рикардо Ђакони (1931—2018)               | физика                 | за пионирске доприносе астрофизици, који су довели до открића космичких извора X-зрака                                                                                              | премија подељена са Рејмондом Дејвисом мл. и Масатошијем Кошибаом     |      |
| 20  | 2007.  | Марио Капеки                 | Марио Капеки (род. 1937)                 | физиологија и медицина | за њихова открића принципа увођења специфичних генских модификација код мишева коришћењем ембрионалних матичних ћелија                                                              | награда је примљена заједно са Мартином Евансом и Оливером Смитисом   |      |
| 21  | 2021.  |                              | Ђорђо Паризи (род. 1948)                 | физика                 | за откриће међусобног деловања нереда и флуктуација у физичким системима од атомског до планетарног нивоа                                                                           | премија подељена са Сјукуром Манабеом и Клаусом Хаселманом            |      |

## Напомена
1. ↑  Родом из Швајцарске. Италијанско држављанство је добио 1947. године.[12].
2. ↑  У време доделе награде, био је држављанин САД, које је стекао док је радио у Лос Аламосу 1944. године[13].
3. ↑  У време доделе награде, био је држављанин САД, које је добио 1947. године[14]; ушао је у Њујорк 1940. године са имиграционом визом добијеном у Марсеју, где је побегао из Париза под нацистичком окупацијом, где је спроводио истраживање [15].
4. ↑  У време доделе награде, био је држављанин САД, које је добио 1953. године.[16].
5. ↑  У време доделе награде, био је држављанин САД, које је добио 1946. године.[17].
6. ↑  У време доделе награде, имала је двојно држављанство у Сједињеним Америчким Државама, где је живела од 1946. године до повратка у Италију 1960-их.[18].
7. ↑  У време доделе награде, био је држављанин САД, које је добио 1967. године.[19].
8. ↑  У време доделе награде, био је држављанин САД. Рођен је у Италији, од оца Италијана и мајке Американке, која је током Другог светског рата ухапшена због припадности антифашистичкој групи и послата у концентрациони логор Дахау (Баварска). Након пуштања на слободу, пронашла је свог сина и вратила се са њим у Сједињене Државе 1946. године.[20].